# 멕스몬탄가
멕스몬탄가(Maexmontan)는 다양한 분야에 영향력을 가진 핀란드 가문이다.
본래 농민 집안으로, 맥스매키(Mäksmäki) 또는 매키스매키(Mäkismäki) 집안에서 갈라져 나왔다. 16세기에서 17세기 사이에는 가문 구성원 다수가 렘팰래 지역의 수도사, 목사 등으로 봉직했다.

## 출신 저명인물
- 야코브 요한 멕스몬탄(1760년-1829년): 투르쿠 상업평의원[3]
  - 야코브 요한 멕스몬탄(1796년01884년): 수렵가, 작가. 위의 야코브 멕스몬탄의 아들[1]
    - 프리돌프 멕스몬탄(1821년-1901년): 군인. 러시아군 보병대장. JJ 멕스몬탄의 아들[4]
      - 니콜라이 멕스몬탄(1860년-1932년): 군인. 핀란드군 소장. 군사위원회 위원장. 프리돌프 멕스몬탄의 아들.[4]

    - 시그프리드 에드바르드 멕스몬탄(1831년-1880년): 사진가. JJ 멕스몬탄의 아들[5]
      - 요하나 카를로타 멕스몬탄(1884년-1903년): 식료품사업 선구자. 세우라후오네 사주. 시그프리드 멕스몬탄의 아내. 혼전 성씨 락소넨(Laaksonen).[6]
- 프란스 멕스몬탄(1847년-1901년): 화가. 프리돌프 멕스몬탄의 6촌 동생.[7]
- 마우리츠 멕스몬탄(1856년-1936년): 체육인. 프란스 멕스몬탄의 남동생.[7]